# NOVA Medical School - Faculdade de Ciências Médicas
A NOVA Medical School | Faculdade de Ciências Médicas (sigla: NMS|FCM), que tem sede num edifício cujo projecto inicial do século XIX foi da autoria do arquitecto José Maria Nepomuceno, edifício situado no Campo dos Mártires da Pátria (também conhecido por Campo de Santana), é uma das duas faculdades a ministrar o curso de Mestrado Integrado em Medicina em Lisboa.
Em funcionamento desde 15 de Novembro de 1977 como unidade orgânica da Universidade NOVA de Lisboa a Faculdade de Ciências Médicas assenta num modelo diferente das outras faculdades de medicina portuguesas: possui uma Sede independente (Sita no Campo de Santana), onde se situam grande parte das unidades de ensino e de investigação responsáveis pelo 1.º Ciclo do Mestrado Integrado, as estruturas de apoio ao ensino pós-graduado e à investigação, a direcção da Faculdade, a biblioteca/centro de documentação, a cantina e as repartições administrativas. Possui ainda um segundo pólo, situado nos terrenos do Hospital São Francisco Xavier (Carnaxide), com várias estruturas de apoio aos alunos (salas de estudo 24 horas, cantina, balneários, salas de aula e auditório).
Localiza-se no edifício onde em tempos esteve sediada a Escola Médico-Cirúrgica de Lisboa e depois a Faculdade de Medicina da Universidade de Lisboa (transferida para a Cidade Universitária em 1953). Em frente à sua magnífica fachada encontra-se a estátua de homenagem ao Dr. José Tomás de Sousa Martins, conhecido médico beatificado pelos lisboetas.
O ensino clínico decorre em várias Instituições de Saúde articuladas com a Faculdade através de protocolos sancionados pelo Ministério da Saúde e pelo Ministério da Ciência, Tecnologia e Ensino Superior, das quais se destacam o Centro Hospitalar de Lisboa Central, EPE (que engloba os Hospitais de D. Estefânia, St.º António dos Capuchos, St.ª Marta, S. José, Curry Cabral e Maternidade Alfredo da Costa), Centro Hospitalar de Lisboa Ocidental, EPE (que engloba os Hospitais de Egas Moniz, S. Francisco Xavier, e Santa Cruz), Hospital Pulido Valente EPE, Instituto Português de Oncologia - Centro Regional de Oncologia de Lisboa EPE, Hospital da Luz (Luz Saúde), Hospital Fernando Fonseca, Maternidade Dr. Alfredo da Costa, Administração Regional de Saúde de Lisboa e Vale do Tejo e Administração Regional de Saúde do Alentejo. Existem ainda protocolos de articulação com as seguintes instituições: a Academia Militar, a Fundação de Nossa Senhora do Bom Sucesso e o Instituto Nacional de Emergência Médica.

## História
O primeiro Curso de Medicina que inaugurou as instalações renovadas do Campo de Santana, e concluiu a licenciatura na Faculdade de Ciências Médicas foi o de 1973-1980. Inscreveu-se na Reitoria da Universidade Clássica, mas iniciou as aulas já na então chamada "Extensão do Campo de Santana" da Faculdade de Medicina da Universidade de Lisboa e constituiu o núcleo inicial da Faculdade.

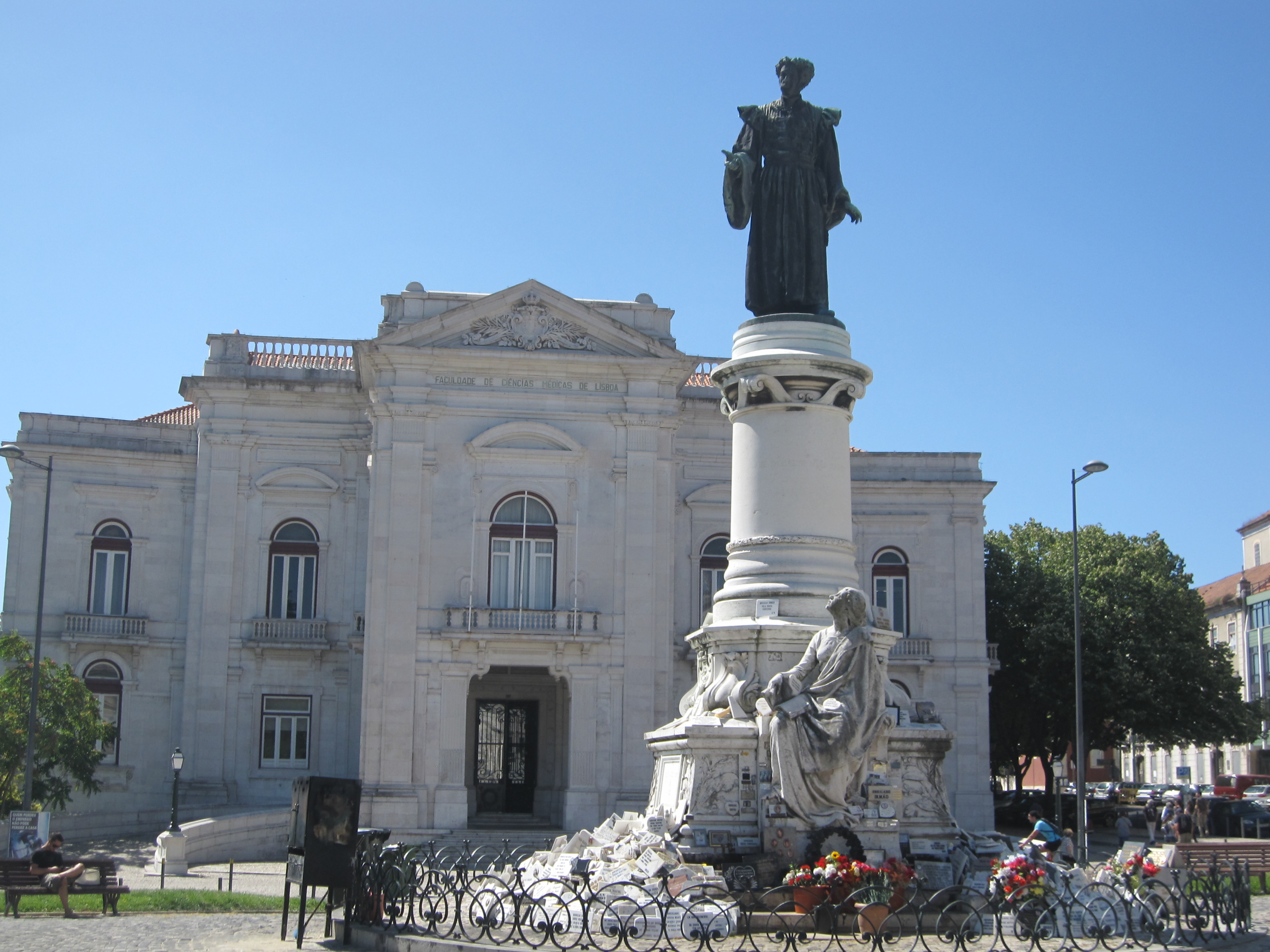
Fachada do edifício principal da Faculdade de Ciências Médicas, frente à estátua do Dr. Sousa Martins, no Campo dos Mártires da Pátria.

Iniciou as suas aulas no Instituto de Higiene e Medicina Tropical, à Junqueira, e além das aulas nos locais referidos teve também aulas no Instituto Superior de Ciências Sociais e Políticas, na Rua da Junqueira, bem como nos hospitais que foram sendo articulados com a Faculdade, o primeiro dos quais o Hospital de Egas Moniz.
No entanto o primeiro curso a ter o Diploma emitido pela recém criada Faculdade foi o curso de 1977, então chamado "dos Civis", uma vez que, apesar de ter tido os seus primeiros anos na Faculdade de Medicina da Universidade de Lisboa, veio a ter os anos de ensino clínico nos "Hospitais Civis de Lisboa", que iniciaram em 1976, obtendo os seus diplomas de Licenciado em Medicina e Cirurgia pela Faculdade de Ciências Médicas em 1978.

### Directores da Faculdade de Ciências Médicas
- Luís Nuno Coelho Ferraz de Oliveira (1977–1986)[nota 1]
- Mário Nascimento Ferreira (1986–1990)
- Nuno Tornelli Cordeiro Ferreira (1990–1996)
- Luís Aires Botelho Moniz de Sousa (1996)
- António Manuel Bensabat Rendas (1996–2006)
- José Miguel Barros Caldas de Almeida (2007–2013)
- Jaime da Cunha Branco (2013–2021)
- Helena Cristina de Matos Canhão (2022–presente)

## Unidades de Investigação
CEDOC Chronic Diseases FCM NOVA (Centro de Estudos de Doenças Crónicas)
CEDOC includes research groups with expertise from biomedical to clinical science, who have been working together for several years, aiming at the application of basic research data in clinical practice and medical education, whilst contributing to the formation of local, national and international partnerships. The 5 main objectives are: 1. development of multidisciplinary approaches to chronic diseases: from bench to bedside and services; 2. development of integrated networks with strategic national and international partnerships; 3. contributing to the development of new technologies; 4. attract medical students and young researchers (30 PhD holders) and develop their scientific skills; 5. attract significant national and international funding.
The unit is organized in 3 groups: Biomedical and Translational Research; Clinical Research and Epidemiology; Health Policy and Services.
CIGMH: O Centro de Investigação em Genética Molecular Humana da Universidade NOVA de Lisboa (CIGMH) foi fundado em 1991, no âmbito do Programa CIENCIA, pelo Professor Doutor Luís Archer, seu coordenador até 2000. O CIGMH congrega três equipas, que constituem, cada uma, um Polo do Centro: Polo 1: Nanotheranostics Group, Departamento de Ciências da Vida - Faculdade de Ciências e Tecnologia, Universidade NOVA de Lisboa. Polo 2: Departamento de Genética - Faculdade de Ciências Médicas, Universidade NOVA de Lisboa Polo 3: Centro de Genética Humana - Instituto Nacional de Saúde Dr. Ricardo Jorge
O CIGMH pretende ser um centro internacionalmente reconhecido de aprendizagem, ensino e investigação avançada em genética humana, conjugando as abordagens multidisciplinares e competências especializadas necessárias à compreensão das bases moleculares da doença e das respostas terapêuticas. Tendo como principal objectivo o desenvolvimento de estratégias de prevenção e tratamento dos doentes, o trabalho desenvolvido no CIGMH procura a integração dos conhecimentos relativos à organização e regulação da expressão de genes, sinais de transducção, predisposição genética individual e papel de factores físicos/químicos do ambiente.
O CIGMH está integrado no Programa de Financiamento Plurianual de Unidades de I&D da Fundação para a Ciência e a Tecnologia

## Expansão
Actualmente, a FCM encontra-se em processo de expansão das suas instalações com o aproveitamento dos edifícios pertencentes ao antigo Instituto Bacteriológico Câmara Pestana (IBCP), sitos na freguesia da Pena, a poucos metros do edifício sede da FCM. O programa de expansão incluiu a edificação de edifícios de funcionalidades tão distintas quanto uma NOVA Biblioteca e Centro de Documentação de Saúde, dois edifícios com laboratórios de investigação (CEDOC) e ainda um estacionamento subterrâneo e uma cantina.
Com isto, pretende-se não só melhorar as condições de trabalho dos alunos e docentes, bem como tornar uma instituição mais competitiva na área do ensino e da investigação, para reforçar ainda mais a sua posição de referência no ensino da saúde em Portugal.

## Vida académica
Grémio Académico
O Grémio Académico é uma instituição sem fins lucrativos, responsável pela gestão da Praxe na Faculdade de Ciências Médicas, bem como de todos os eventos Académicos.
Sendo assim, organiza a Semana de Recepção do Caloiro, que é precedida pela Noite de Santana, e todos os outros eventos de Praxe seguintes, como Quintas-Feiras Negras e Dias de Praxe Especiais.
A garantia do rigor académico é outro dos objectivos major desta organização que conta com mais de 50 membros activos e, juntamente com as centenas de praxantes da FCM, tornam o ambiente académico de Santana genuinamente integrativo e comunitário.
Tuna Médica de Lisboa
Tuna constituída por alunos das Faculdades de Medicina da Universidade de Lisboa e da Faculdade de Ciências Médicas da Universidade NOVA de Lisboa.
Grupo Teatro Miguel Torga
O "Grupo de Teatro Miguel Torga" da Faculdade de Ciências Médicas de Lisboa (FCML) é constituído por mais de 25 elementos, entre alunos da FCML e de outras faculdades.
É independente do associativismo académico, está registado como associação sem fins lucrativos e obtém os seus fundos com receitas próprias, apoios e patrocínios.
O Grupo foi fundado em Janeiro de 1995, poucos dias após a morte de Miguel Torga (Adolfo Rocha) quando um grupo de alunos decidiu criar um espectáculo de música e poesia que estreou a 7 de Abril desse ano com o nome "Uma Noite em Homenagem a Miguel Torga". 
Desde então encenou obras de Molière, Tennessee Williams, Oscar Wilde, Ibsen, Milan Kundera, García Lorca, Jean Genet, Bernardo Santareno, entre outros.
GTMT conta com participações no ACTUS em 2004 com "Nu com Violino" de Noel Coward, no FATAL em 2000 com “Tio Vânia” de Tchékhov, “As Bruxas de Salém” de Arthur Miller (2005) e “As Lágrimas Amargas de Petra von Kant” de Fassbinder (2008), tendo recebido, com esta última, uma menção honrosa. E ainda com uma actuação no Auditório Principal do CCB em 2005, "Ouço os paços dele no corredor ", uma peça de Mário Cordeiro.
AEFCML
A Associação de Estudantes da NOVA Medical School |  Faculdade de Ciências Médicas de Lisboa (AEFCM), fundada a 15 de Maio de 1979, é a representante oficial dos estudantes da Faculdade de Ciências Médicas da Universidade NOVA de Lisboa (NMS|FCM).
Rege-se pelos princípios do Movimento Associativo dos estudantes portugueses: a Unicidade, o apartidarismo e o laicismo. Tem como objetivos primordiais representar e defender os interesses dos estudantes da FCMUNL, contribuir para a sua integração na Faculdade e ainda promover a sua formação nas mais diversas áreas: Ciências e Investigação, Saúde Comunitária, Sociocultural e na Educação Médica.